# Feisal Salum
Feisal Salum Abdalla (11 gennaio 1998) è un calciatore tanzaniano, centrocampista dello Young Africans e della nazionale tanzaniana.

## Carriera

### Club
Nel 2018, dopo aver giocato nel JKU, si trasferisce allo Young Africans.

### Nazionale

#### Zanzibar
Ha esordito con la Nazionale zanzibarina il 5 dicembre 2017, in Zanzibar-Ruanda (3-1), gara valida per la Coppa CECAFA 2017, gara in cui si è reso protagonista con due assist.

#### Tanzania
Ha esordito con la Nazionale tanzaniana il 16 ottobre 2018, in Tanzania-Capo Verde (2-0), gara valida per le Qualificazioni alla Coppa d'Africa 2019, sostituendo il compagno Mudathir Yahya al 60' minuto di gioco.

## Statistiche

### Cronologia presenze e reti in nazionale
Aggiornato al 3 giugno 2023

| Cronologia completa delle presenze e delle reti in nazionale ― Tanzania | Cronologia completa delle presenze e delle reti in nazionale ― Tanzania | Cronologia completa delle presenze e delle reti in nazionale ― Tanzania | Cronologia completa delle presenze e delle reti in nazionale ― Tanzania | Cronologia completa delle presenze e delle reti in nazionale ― Tanzania | Cronologia completa delle presenze e delle reti in nazionale ― Tanzania | Cronologia completa delle presenze e delle reti in nazionale ― Tanzania | Cronologia completa delle presenze e delle reti in nazionale ― Tanzania |
| Data                                                                    | Città                                                                   | In casa                                                                 | Risultato                                                               | Ospiti                                                                  | Competizione                                                            | Reti                                                                    | Note                                                                    |
| ----------------------------------------------------------------------- | ----------------------------------------------------------------------- | ----------------------------------------------------------------------- | ----------------------------------------------------------------------- | ----------------------------------------------------------------------- | ----------------------------------------------------------------------- | ----------------------------------------------------------------------- | ----------------------------------------------------------------------- |
| 16-10-2018                                                              | Dar es Salaam                                                           | Tanzania                                                                | 2 – 0                                                                   | Capo Verde                                                              | Qual. Coppa d'Africa 2019                                               | -                                                                       | 60’                                                                     |
| 18-11-2018                                                              | Maseru                                                                  | Lesotho                                                                 | 1 – 0                                                                   | Tanzania                                                                | Qual. Coppa d'Africa 2019                                               | -                                                                       | 74’                                                                     |
| 24-3-2019                                                               | Dar es Salaam                                                           | Tanzania                                                                | 3 – 0                                                                   | Uganda                                                                  | Qual. Coppa d'Africa 2019                                               | -                                                                       | 82’                                                                     |
| 13-6-2019                                                               | Alessandria d'Egitto                                                    | Egitto                                                                  | 1 – 0                                                                   | Tanzania                                                                | Amichevole                                                              | -                                                                       |                                                                         |
| 23-6-2019                                                               | Il Cairo                                                                | Senegal                                                                 | 2 – 0                                                                   | Tanzania                                                                | Coppa d'Africa 2019 - Fase a gironi                                     | -                                                                       | 9’ 44’                                                                  |
| 1-7-2019                                                                | Eliopoli                                                                | Tanzania                                                                | 0 – 3                                                                   | Algeria                                                                 | Coppa d'Africa 2019 - Fase a gironi                                     | -                                                                       | 85’                                                                     |
| 11-10-2020                                                              | Dar es Salaam                                                           | Tanzania                                                                | 0 – 1                                                                   | Burundi                                                                 | Amichevole                                                              | -                                                                       | 76’                                                                     |
| 13-11-2020                                                              | Tunisi                                                                  | Tunisia                                                                 | 1 – 0                                                                   | Tanzania                                                                | Qual. Coppa d'Africa 2021                                               | -                                                                       | 80’                                                                     |
| 17-11-2020                                                              | Dar es Salaam                                                           | Tanzania                                                                | 1 – 1                                                                   | Tunisia                                                                 | Qual. Coppa d'Africa 2021                                               | 1                                                                       | 36’                                                                     |
| 19-1-2021                                                               | Lusaka                                                                  | Zambia                                                                  | 2 – 0                                                                   | Tanzania                                                                | Campionato delle nazioni africane 2020                                  | -                                                                       |                                                                         |
| 23-1-2021                                                               | Windhoek                                                                | Namibia                                                                 | 0 – 1                                                                   | Tanzania                                                                | Campionato delle nazioni africane 2020                                  | -                                                                       | 62’                                                                     |
| 15-3-2021                                                               | Kasarani                                                                | Kenya                                                                   | 2 – 1                                                                   | Tanzania                                                                | Amichevole                                                              | -                                                                       |                                                                         |
| 25-3-2021                                                               | Malabo                                                                  | Guinea Equatoriale                                                      | 1 – 0                                                                   | Tanzania                                                                | Qual. Coppa d'Africa 2021                                               | -                                                                       |                                                                         |
| 28-3-2021                                                               | Dar es Salaam                                                           | Tanzania                                                                | 1 – 0                                                                   | Libia                                                                   | Qual. Coppa d'Africa 2021                                               | -                                                                       | 73’                                                                     |
| 13-6-2021                                                               | Dar es Salaam                                                           | Tanzania                                                                | 2 – 0                                                                   | Malawi                                                                  | Amichevole                                                              | -                                                                       | 59’                                                                     |
| 2-9-2021                                                                | Kinshasa                                                                | RD del Congo                                                            | 1 – 1                                                                   | Tanzania                                                                | Qual. Mondiali 2022                                                     | -                                                                       |                                                                         |
| 7-9-2021                                                                | Dar es Salaam                                                           | Tanzania                                                                | 3 – 2                                                                   | Madagascar                                                              | Qual. Mondiali 2022                                                     | 1                                                                       | 78’                                                                     |
| 7-10-2021                                                               | Dar es Salaam                                                           | Tanzania                                                                | 0 – 1                                                                   | Benin                                                                   | Qual. Mondiali 2022                                                     | -                                                                       | 87’                                                                     |
| 10-10-2021                                                              | Cotonou                                                                 | Benin                                                                   | 0 – 1                                                                   | Tanzania                                                                | Qual. Mondiali 2022                                                     | -                                                                       | 54’ 70’                                                                 |
| 11-11-2021                                                              | Dar es Salaam                                                           | Tanzania                                                                | 0 – 3                                                                   | RD del Congo                                                            | Qual. Mondiali 2022                                                     | -                                                                       | 74’                                                                     |
| 14-11-2021                                                              | Antananarivo                                                            | Madagascar                                                              | 1 – 1                                                                   | Tanzania                                                                | Qual. Mondiali 2022                                                     | -                                                                       | 72’                                                                     |
| 23-3-2022                                                               | Dar es Salaam                                                           | Tanzania                                                                | 3 – 1                                                                   | Rep. Centrafricana                                                      | Amichevole                                                              | -                                                                       | 52’                                                                     |
| 4-6-2022                                                                | Cotonou                                                                 | Niger                                                                   | 1 – 1                                                                   | Tanzania                                                                | Qual. Coppa d'Africa 2023                                               | -                                                                       | 88’                                                                     |
| 8-6-2022                                                                | Dar es Salaam                                                           | Tanzania                                                                | 0 – 2                                                                   | Algeria                                                                 | Qual. Coppa d'Africa 2023                                               | -                                                                       | 63’                                                                     |
| 24-3-2023                                                               | Ismailia                                                                | Uganda                                                                  | 0 – 1                                                                   | Tanzania                                                                | Qual. Coppa d'Africa 2023                                               | -                                                                       | 80’                                                                     |
| 28-3-2023                                                               | Dar es Salaam                                                           | Tanzania                                                                | 0 – 1                                                                   | Uganda                                                                  | Qual. Coppa d'Africa 2023                                               | -                                                                       | 72’                                                                     |
| 17-1-2024                                                               | San-Pédro                                                               | Marocco                                                                 | 3 – 0                                                                   | Tanzania                                                                | Coppa d'Africa 2023 - 1º turno                                          | -                                                                       | 69’                                                                     |
| 21-1-2024                                                               | San-Pédro                                                               | Zambia                                                                  | 1 – 1                                                                   | Tanzania                                                                | Coppa d'Africa 2023 - 1º turno                                          | -                                                                       | 59’                                                                     |
| 24-1-2024                                                               | Korhogo                                                                 | Tanzania                                                                | 0 – 0                                                                   | RD del Congo                                                            | Coppa d'Africa 2023 - 1º turno                                          | -                                                                       | 79’                                                                     |
| 22-3-2024                                                               | Baku                                                                    | Tanzania                                                                | 0 – 1                                                                   | Bulgaria                                                                | Amichevole                                                              | -                                                                       | 38’                                                                     |
| Totale                                                                  |                                                                         | Presenze                                                                | 30                                                                      |                                                                         | Reti                                                                    | 2                                                                       |                                                                         |